# 올림픽 야구
올림픽 야구는 올림픽에서 야구로 경기를 겨루는 올림픽 경기 종목이다. 1904년 하계 올림픽 야구에 처음으로 올림픽 종목(비공식)으로 포함되었고, 1992년 하계 올림픽에 정식 종목으로 채택되었다. 2005년 7월 8일, 야구와 소프트볼은 IOC 회의에서 투표를 통해 2012년 하계 올림픽 종목에 제외되었는데, 2020년 하계 올림픽에서 다시 정식 종목으로 채택되었고, 2028년 하계 올림픽에서도 다시 정식 종목으로 채택되었다.
WBSC가 관리한다.

## 역사
올림픽에서 야구 종목이 처음 채택되었던 것은 1904년 하계 올림픽 때이다. 8년 뒤 1912년 하계 올림픽에서는 미국과 스웨덴의 경기로 치러졌다. 1936년 하계 올림픽에서는 두 미국 팀이 경기를 치렀다. 1952년 하계 올림픽에서는 '핀란드식 야구'로 불리는 페새팔로로 경기가 치러졌으며, 두 핀란드 팀이 경기를 치렀다. 1956년 하계 올림픽에서는 오스트레일리아와 미국이 경기를 치렀다. 1964년 하계 올림픽에서는 미국과 일본이 경기를 치렀다.
1984년 하계 올림픽과 1988년 하계 올림픽에서는 두 개의 디비전으로 나뉘어 예선을 치렀으며, 1984년에는 일본이, 1988년에는 미국이 우승을 차지했다.
야구는 1992년 하계 올림픽부터는 공식 종목으로 채택되었고, 2008년 하계 올림픽까지 공식 종목으로 대회가 진행되었다. 2005년 7월 8일, 야구와 소프트볼은 IOC 회의에서 투표를 통해 2012년 하계 올림픽 종목에서부터 계속 제외되었지만 2020년 하계 올림픽의 종목으로 채택되었다. 2024년 하계 올림픽에서 다시 정식 종목에서 제외되었다.

## 경기 방식
올림픽 야구는 대부분의 프로 야구 경기와 거의 동일한 방식으로 진행된다. 알루미늄 방망이는 1996년 하계 올림픽 이후 사용이 금지되었으며, 7이닝 이후 10점 이상의 점수 차이가 나면 경기를 즉시 종료하는 콜드 게임 규정도 적용된다. 2000년 시드니 올림픽에서는 선수 명단에 등록할 수 있는 인원이 24명까지 확대되었다. 2008년 하계 올림픽에서는 승부치기가 도입되었다.

## 정식종목 제외
야구가 2008년 베이징 올림픽 이후 정식 종목에서 제외 원인에 대해서는 다음과 같은 주장들이 있다.
- 미국이 올림픽 기간의 메이저 리그 베이스볼 시즌 경기 중단을 거부하고 리그 선수들의 올림픽 출전에 협조하지 않는 데 대한 IOC의 불만[2][3]
- 자크 로게 IOC 위원장의 의중이 반영된 사항이라는 주장[4]
- 여자 소프트볼에서의 미국의 독식이 이유라는 주장[5]
- 야구 종목의 저조한 보급과 인기도[5]
- 메이저 리그의 도핑 테스트 및 관련 징계 방식[3]
- 편차가 심한 경기 진행 시간[6]

## 메달 집계
| 순위 | 국가            | 금메달 | 은메달 | 동메달 | 합계 |
| ---- | --------------- | ------ | ------ | ------ | ---- |
| 1    | 쿠바            | 3      | 2      | 0      | 5    |
| 2    | 미국            | 1      | 1      | 2      | 4    |
| 2    | 일본            | 1      | 1      | 2      | 4    |
| 4    | 대한민국        | 1      | 0      | 1      | 2    |
| 5    | 오스트레일리아  | 0      | 1      | 0      | 1    |
| 5    | 중화 타이베이   | 0      | 1      | 0      | 1    |
| 7    | 도미니카 공화국 | 0      | 0      | 1      | 1    |
| 합계 | 합계            | 6      | 6      | 6      | 18   |

## 세부 종목
| 종목 | 04 | 12 | 36 | 52 | 56 | 64 | 84 | 88 | 92 | 96 | 00 | 04 | 08 | 20 | 계 |
| ---- | -- | -- | -- | -- | -- | -- | -- | -- | -- | -- | -- | -- | -- | -- | -- |
| 남자 | •  | •  | •  | •  | •  | •  | •  | •  | •  | •  | •  | •  | •  | •  | 6  |
| 계   |    |    |    |    |    |    |    |    | 1  | 1  | 1  | 1  | 1  | 1  |    |

## 역대 대회 결과
| 종목                | 금                   | 은                         | 동              |
| ------------------- | -------------------- | -------------------------- | --------------- |
| 1912년 스톡홀름     | 미국                 | 스웨덴                     | (없음)          |
| 1936년 베를린       | 월드 챔피언          | 미국 올림픽 대표           | (없음)          |
| 1952년 헬싱키       | 피니시 베이스볼 리그 | 워커즈 어슬레틱 페더레이션 | (없음)          |
| 1956년 멜버른       | 미국                 | 오스트레일리아             | (없음)          |
| 1964년 도쿄         | 미국                 | 일본                       | (없음)          |
| 1984년 로스엔젤레스 | 일본                 | 미국                       | 중화 타이베이   |
| 1988년 서울         | 미국                 | 일본                       | 푸에르토리코    |
| 1992년 바르셀로나   | 쿠바                 | 중화 타이베이              | 일본            |
| 1996년 애틀랜타     | 쿠바                 | 일본                       | 미국            |
| 2000년 시드니       | 미국                 | 쿠바                       | 대한민국        |
| 2004년 아테네       | 쿠바                 | 오스트레일리아             | 일본            |
| 2008년 베이징       | 대한민국             | 쿠바                       | 미국            |
| 2020년 도쿄         | 일본                 | 미국                       | 도미니카 공화국 |
| 2028년 로스앤젤레스 |                      |                            |                 |

- 기울어진 글씨는 정식종목이 아닌 시범종목 채택으로 올림픽 비공식 기록으로 남음.

## 참가 국가
총 18개국의 대표팀이 올림픽에 한번 이상 참가했다. 숫자는 각 대회별 순위를 가리킨다.
| 국가              | 1992년 | 1996년 | 2000년 | 2004년 | 2008년 | 2020년 | 참여 연도 |
| ----------------- | ------ | ------ | ------ | ------ | ------ | ------ | --------- |
| 오스트레일리아    |        | 7      | 6      | 2      |        |        | 3         |
| 캐나다            |        |        |        | 4      | 6      |        | 2         |
| 중화인민공화국    |        |        |        |        | 8      |        | 1         |
| 중화 타이베이     | 2      |        |        | 5      | 5      |        | 3         |
| 쿠바              | 1      | 1      | 2      | 1      | 2      |        | 5         |
| 도미니카 공화국   | 6      |        |        |        |        | 3      | 2         |
| 그리스            |        |        |        | 7      |        |        | 1         |
| 이탈리아          | 7      | 6      | 7      | 8      |        |        | 4         |
| 일본              | 3      | 2      | 4      | 3      | 4      | 1      | 6         |
| 대한민국          | 4      | 8      | 3      |        | 1      | 4      | 5         |
| 네덜란드          |        | 5      | 5      | 6      | 7      |        | 4         |
| 니카라과          |        | 4      |        |        |        |        | 1         |
| 푸에르토리코      | 5      |        |        |        |        |        | 1         |
| 남아프리카 공화국 |        |        | 8      |        |        |        | 1         |
| 스페인            | 8      |        |        |        |        |        | 1         |
| 미국              | 4      | 3      | 1      |        | 3      | 2      | 5         |
| 이스라엘          |        |        |        |        |        | 5      | 1         |
| 멕시코            |        |        |        |        |        | 6      | 1         |
| 국가 수           | 8      | 8      | 8      | 8      | 8      | 6      |           |

## 참고 자료
- “야구”. SR/Olympic Games. 2008년 12월 29일에 원본 문서에서 보존된 문서. 2011년 12월 20일에 확인함.
- 공식 올림픽 보고서 보관됨 2012-02-04 - 웨이백 머신
- 국제 올림픽 위원회 기록 데이터베이스

## 같이 보기
- 올림픽 소프트볼
- 팬아메리칸 게임 야구
- 월드 베이스볼 클래식
- 야구 월드컵